# Белламі (фільм)
«Белламі» (фр. Bellamy) — остання за ліком кінострічка французького режисера Клода Шаброля, знята у 2009 році.
Головну роль у фільмі виконав знаменитий французький актор Жерар Депардьє.
Світова прем'єра стрічки відбулася 8 лютого 2009 року на Берлінському кінофестивалі.

## Сюжет
У капітана поліції Поля Белламі та його дружини Франсуази вийшла незвичайна відпустка. До них у літній будиночок на півдні Франції приїхав зведений брат Поля Жак, авантюрист, схильний до зловживання випивкою, і, крім того, заздрісний до сімейного щастя Поля.
Так ніби цього ще мало, до Белламі приходить Ноель Жанто, котрий переховується в місцевому мотелі від дружини та господині мотелю. Жанто побоюється, що скоїв убивство, але відмовляється говорити ім'я жертви. Туманними натяками та нервовим збудженням він неабияк інтригує Поля.
Працюючи, в основному, покладаюся на інтуїцію, Белламі проводить розслідування цієї заплутаної справи. Він виявляє, що йому набагато легше допомогти незнайомій людині, можливо, навіть убивці, ніж члену власної сім'ї.

## У ролях
- Жерар Депардьє — Поль Белламі
- Клові Корніяк — Жак Лєба
- Жак Ґамблен — Ноель Жанто / Еміль Льолє / Дені Лєпранс
- Марі Бюнель — Франсуаза Белламі
- Ваїна Джоканте — Надя Санчо

## Цікаві факти
- На зйомки фільму надихнула афера зі страхування життя Іва Дандонне
- Зйомки фільму проходили у французькому місті Нім навесні 2008 року
- Спочатку на роль Ноеля Жанто було затверджено Франсуа Клузе, та потім його замінив Жак Ґамблен